# 卡爾頓 (喬治亞州)
卡爾頓（英語：Carlton）是一個位於美國喬治亞州麥迪遜縣的城市。

## 地理
卡爾頓的座標為34°02′32″N 83°02′06″W / 34.04222°N 83.03500°W，而該地的平均海拔高度為182米（即597英尺）。

## 人口
根據2010年美國人口普查的數據，卡爾頓的面積為2.60平方千米，當中陸地面積為2.60平方千米，而水域面積為0.00平方千米。當地共有人口260人，而人口密度為每平方千米100人。